# سرخة الأولى (عنافجة)
سرخة الأولى (بالفارسية: سرخه یک) هي قرية وتقع في إيران في قسم عنافجة الريفي. يقدر عدد سكانها بـ 343 نسمة بحسب إحصاء 2016.